# 普里耶涅的毕阿斯

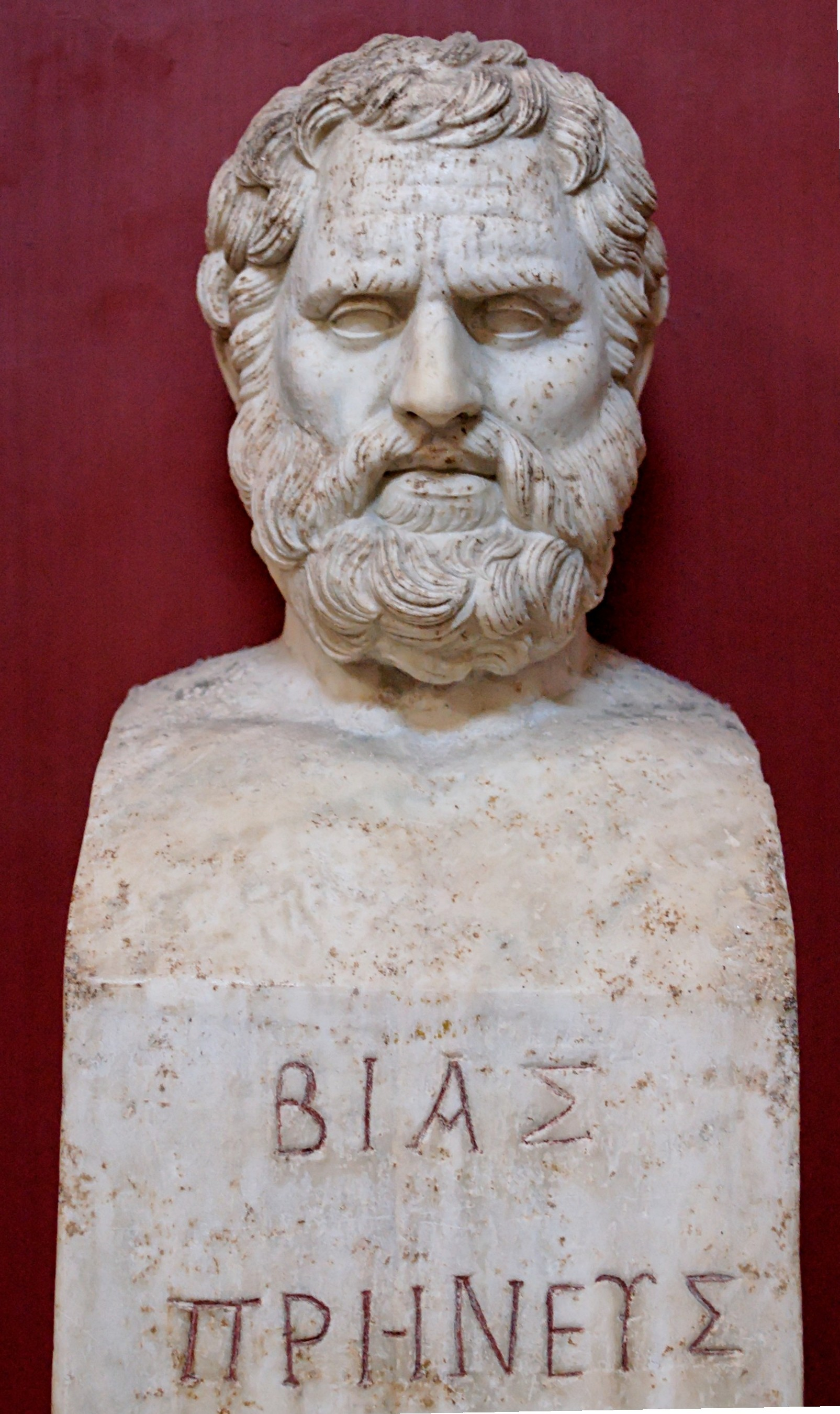
代表毕阿斯的赫尔密斯方形石柱，現藏於梵蒂冈博物馆

普里耶涅的毕阿斯（[Βίας ὁ Πριηνεύς] 错误：{{Langx}}：無法辨識代碼 elc（帮助）），係古希腊智者，大约活跃于公元前六世纪，被广泛认为是古希腊七贤之一，以廉洁而主持正义闻名。

## 生平
毕阿斯生于普里耶涅，是透塔摩斯的儿子。以其作为辩护人为他人捍卫权利而著称。萊羅斯的德莫克多斯曾表达这样的观点：“如果您是法官，请做出普里耶涅式的裁决”，而希波纳克斯说“在案件辩护方面要比普里耶涅的毕阿斯更有力。”
畢阿斯一直被认为是古希腊七贤之一，并被梅薩納的狄凱阿科斯狄凯尔库斯]]称为是四位被普遍授予称号之一，其余三人是泰勒斯、庇塔库斯和梭伦。逍遥学派的薩蒂克斯将他列为七贤之首。曾讽刺过赫西奥德和毕达哥拉斯的赫拉克利特也称毕阿斯是「一个比任何人都更体贴的人。」他传说中的一個善舉是曾为一些被俘的妇女支付赎金，将其作為自己的女儿教導，並協助她们回到故乡墨西拿，回到父母身边。
按照传说，毕阿斯高龄时仍参加审判，在发表了自己的辩护词之后，他将头靠在了孙子身上。对面的辩护人发言后，法官决定支持毕阿斯的委托人，此时毕阿斯已然去世。城市为他举行了盛大的葬礼，并在他的墓碑上铭刻：
普里耶涅的毕阿斯於此長眠，他的名字
使他的家族为全伊奧尼亞所知

## 著作
据说毕阿斯写过一篇两千行的诗歌，内容描述伊奧尼亞的兴起与繁荣。

## 梵蒂冈胸像
1819年4月阿图尔·叔本华在他的旅行日记中写道：“在 梵蒂冈博物馆的哲学家大厅，有一座上面有铭文“大多数人都是坏人”的胸像，这一定是他的格言。”

## 大航海时代
在光荣游戏《大航海时代IV PORTO ESTADO》中，通过组合毕阿斯的货币地图，可以找到东南亚的霸者之证。

## 註腳
1. 1 2 3  Diogenes Laërtius, i. 82
2. 1 2  Diogenes Laërtius，i。 84
3. ↑  Diogenes Laërtius, i. 84; Strabo xiv. 1. 12
4. ↑  Diogenes Laërtius, i. 41
5. ↑  Diogenes Laërtius, viii. 6, ix. 1
6. ↑  Diogenes Laërtius, i. 88
7. 1 2  Diogenes Laërtius, i. 85
8. ↑  Manuscript Remains, Volume 3,  "Reisebuch," § 30

## 延伸閱讀
- Schopenhauer, Arthur.  3. Oxford: Berg Publishers. 1989. ISBN 0-85496-540-8.